# Fabronia leveilleana
Fabronia leveilleana là một loài Rêu trong họ Fabroniaceae. Loài này được (Dozy & Molk.) A. Jaeger mô tả khoa học đầu tiên năm 1878.